# Europees diploma voor Natuurbeheer

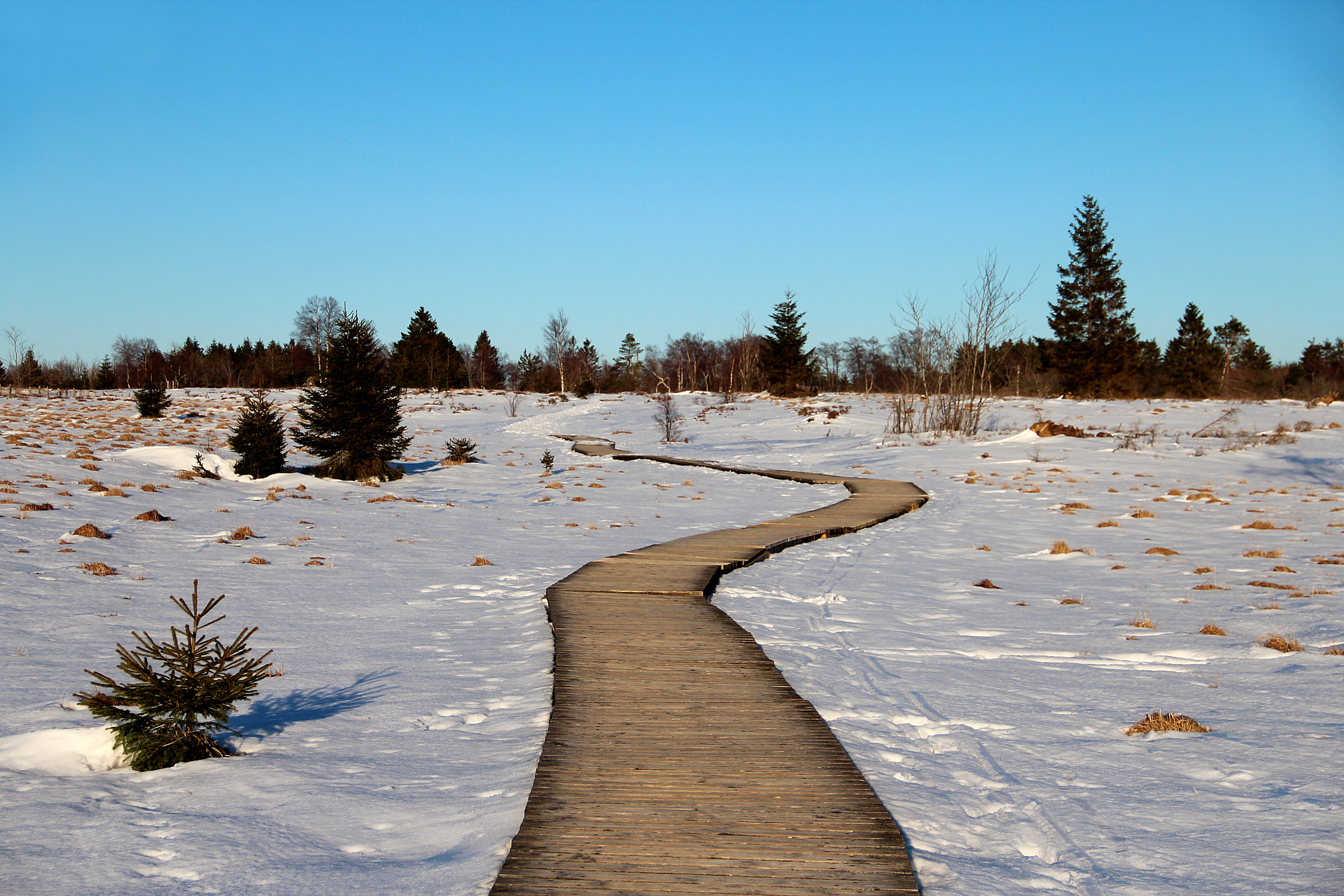
Hoge Venen in wintertooi

Het Europees diploma voor Natuurbeheer wordt door de Raad van Europa toegekend aan beheerders van natuurgebieden die aan bepaalde strenge normen voldoen.
Het diploma wordt telkens uitgereikt voor een periode van vijf jaar, daarna volgt een herbeoordeling. In de 46 lidstaten van de Raad van Europa zijn in totaal 74 natuurgebieden het diploma waardig bevonden.
In België:
- Hoge Venen (sinds 1966)

In Nederland:
- Boschplaat (Terschelling) (sinds 1970)
- Nationaal Park Weerribben-Wieden (sinds 1996)
- Naardermeer (sinds 2005)
- Oostvaardersplassen (sinds 1999)